# Der Wunschbaum (2004)
Der Wunschbaum ist ein dreiteiliger Fernsehfilm im Stil einer Familiensaga nach einem Roman von Sandra Paretti.
Die Erstausstrahlung erfolgte am 15., 16. und 17. Januar 2004 in der ARD. Wiederholungen erfolgten auch in einer fünfteiligen Fassung zu je 55 min (z. B. Januar / Februar 2010).

## Handlung
Berlin 1899: Camilla Hofmann ist wohlbehütet als Tochter des Chemikers und Waschmittelfabrikanten Dr. Fritz Hofmann in der elterlichen Villa in Treptow aufgewachsen. Eines Tages kommt der Deutschamerikaner Steve Kammer zu Besuch, Azubi einer amerikanischen Waschmittelfabrik. Er verliebt sich auf den ersten Blick in Camilla, und auch sie fühlt sich zu ihm hingezogen.
Camillas Vater, eigentlich ein gutmütiger und weiser Mann, ist spielsüchtig und die Firma steht vor dem Ruin. Einziger Ausweg: Camilla soll den um viele Jahre älteren Geschäftsmann Alexander Rothe heiraten, der im Gegenzug die Firma vor dem Ruin retten würde. Camilla willigt um der Familie und der Firma willen schweren Herzens ein. Als Rothe jedoch erfährt, wie hoch die Firma verschuldet ist, macht er seine Zusage und die Verlobung rückgängig und verschwindet aus Berlin. Nun sind die Hofmanns tatsächlich ruiniert, müssen die Firma schließen und die Villa verkaufen und stehen vor dem Nichts. Camillas Mutter lässt sich von ihrem Mann scheiden, Camilla zieht mit ihrem Vater und ihrer Tante Lenka in deren Ferienhaus nach Warnemünde.
Eines Tages besucht Carl Senger, ein ehemaliger Angestellter der Firma, die Familie Hofmann in Warnemünde. Er plant, die Hofmann’schen Waschmittelwerke wieder neu zu gründen, und kann Camilla dafür gewinnen. Bei ihren Verhandlungen verlieben sich die beiden ineinander; sie heiraten und werden schon bald Eltern des kleinen Max. Mit viel Hingabe schaffen sie es, die Firma in Neustrelitz neu aufzubauen. Sie bekommen einen weiteren Sohn namens Konrad.
Bei einer Gewerbeausstellung in Berlin trifft Camilla ihre Jugendliebe Steve Kammer wieder, der inzwischen im Außendienst arbeitet. Er erklärt ihr erneut seine Liebe, doch Camillas Liebe zu Carl ist größer. Es gelingt ihr, einen renommierten Chemiker für die Firma zu verpflichten, der gemeinsam mit ihrem Vater ein neuartiges Waschmittel entwickelt. Dies ist der endgültige Durchbruch der Firma Hofmann. Carl wird zum Kommerzienrat ernannt und mit Camilla zu Hofe geladen. Sie können sogar die Hofmann’sche Villa zurückkaufen und dort einziehen.
Doch bei allem Erfolg haben Carl und Camilla sich auseinandergelebt. Carl fühlt sich bei manchen Entscheidungen von Camilla übergangen. Es kommt zum Streit. Camilla geht zurück nach Neustrelitz, Carl bleibt in Berlin und beginnt eine Affäre mit ihrer Schwester Lou. Als diese zu erkennen gibt, dass sie sich Hoffnungen auf eine Heirat mit Carl macht, beendet er die Beziehung. Nach vielen Wochen versöhnen sich Carl und Camilla wieder.
Dann bricht der Erste Weltkrieg aus. Carl meldet sich sofort freiwillig, und Camilla führt nun die Firma ganz allein weiter. Erneut tritt Steve Kammer, der nun im diplomatischen Dienst tätig ist, in ihr Leben, und sie geben sich ihrer alten Leidenschaft hin.
1918 kehrt Carl schwer verwundet aus dem Krieg heim. Camilla besteht darauf, ihn aus dem Lazarett mit nach Hause nehmen zu dürfen. Doch dann hätte er keinen Anspruch mehr auf eine Operation durch einen Militärarzt. Mit Steves Hilfe knüpft Camilla Kontakt zu einem Arzt, der Carl auch außerhalb des Lazaretts operiert. Nur schwer lernt Carl wieder laufen.
Nach dem Krieg nimmt das Leben der Sengers bald wieder den gewohnten Gang. Die Firma floriert wie vor dem Krieg. Max und Konrad wachsen zu jungen Männern heran. Max macht eine kaufmännische Lehre in der Firma seiner Eltern, und Konrad möchte Schauspieler werden. Nur Carl ist noch immer traumatisiert. Er will sich sogar scheiden lassen.
1925 treffen sich Camilla und Steve Kammer ein letztes Mal. Steve arbeitet nun beim Völkerbund. Camilla erkennt erneut, dass sie Carl mehr liebt als Steve. Sie und Steve verabschieden sich und Camilla ist fest entschlossen, um ihre Ehe zu kämpfen.
Als sie nach Hause kommt, will Carl schon abreisen, aber Camilla kann ihn in letzter Minute daran hindern. Sie heiraten pro forma ein zweites Mal und übergeben die Firmenleitung ihrem ältesten Sohn Max.

## Kritiken
„Regisseur Dietmar Klein (…) inszenierte nach dem 1975 erschienenen Erfolgsroman von Sandra Paretti (1935–1994) mit hervorragend aufgelegten Darstellern eine authentische Geschichte. Dabei wurde besonders viel Wert auf Dekor und Kostüme gelegt. Die brillanten Bilder wirken oft wie wohl komponierte Gemälde.“

„Ende des 19. Jahrhunderts beginnende, episch angelegte Familienchronik und Frauenschicksal.“